# Pasur
Pasur es un juego de cartas de origen Persa (Iraní). Jugado ampliamente en Irán (la antigua Persia), Es similar al juego Italiano Casino y al juego Egipcio Basra. Pasur también se conoce con los nombres de Chahâr Barg (4 cartas), Haft Khâj (7 tréboles) o Haft Va Chahâr (7y4), Yâzdah (7+4=11).

## Preliminares
Se juega con un juego de barajas con 52 cartas y 2,3 o 4 jugadores, quienes por turno son los que reparten las cartas. El objetivo del juego es obtener la mayor cantidad de puntos ganando ciertas cartas.

## Desarrollo
Se reparten 4 cartas puestas boca abajo a cada jugador y 4 a la vista en el centro de la mesa. Si alguna de las cartas puestas boca arriba en la mesa es un "Jack" (Jota), se retira y se pone en medio de las cartas a ser repartidas posteriormente y se reemplaza con la inmediata a repartir, si en la mesa hay más de un 'Jack" (Jota) o si vuelve a salir otro "Jack" (Jota) el repartidor recoge todas las cartas y vuelve a repartir, barajándolas antes.

### Juego
Empieza el juego la persona sentada a la izquierda del repartidor (En juegos de más de dos personas) y pasa por todos los jugadores que tiraran una carta cada uno hasta que se queden sin cartas en la mano. Con cada carta que se tira se juega de una de las dos maneras siguientes:
- 1. Se agrega a las cartas que están en la mesa.
- 2. O puede usarse para recoger una o más cartas de la mesa, si se suman 11 (Suma de los valores de las cartas sin importar el palo).

El juego continua hasta que todos los jugadores hayan tirado las 4 cartas que recibieron. Una vez terminada la primera mano el repartidor reparte otras 4 cartas a cada jugador hasta que el mazo se termine.
Al tirar una carta que, con uno o más cartas de la mesa, suma 11 puntos, el jugador que tira la carta debe recoger obligatoriamente las cartas. Si por alguna razón el jugador no quisiera llevarse las cartas de la mesa debe tirar una carta que no pueda sumar 11.
Para ver lo que se puede ganar con Reyes, Reinas y "Jack" (Jota) ver la sección de Cartas ganadoras.

## Cartas ganadoras
Las cartas de la mesa se pueden obtener (Ganar) de la siguiente manera:
- 1. Número de cartas (incluyendo el As "Ace") pueden recoger uno a más cartas de la mesa con los que combinen para sumar 11.

Ejemplo: Si en la mesa están las siguientes cartas: As (Ace), 2, 4 y un 10 de diferentes palos, el jugador al que le tocó tirar la carta pudiera:
- - Tirar un 10 para llevarse el As (Ace).
  - Tirar un 9 para recoger cualquiera de los dos 2 que hay en la mesa.
  - Tirar un 8 para recoger el As (Ace) y uno de los dos 2.
  - Tirar un 7 para recoger el 4 o bien combinarlo con los dos 2.
  - Tirar un 5 para recoger el 4 y uno de los 2.
  - Tirar un 4 para recoger el 4 el As (Ace) y uno de los 2.
  - Tirar un 3 para recoger el 4 y los dos 2 y el As (Ace).
  - Tirar un 2 para recoger el 4 y los dos 2 y el As (Ace).
  - Tirar un As (Ace) para llevarse el 10.

La suma de los anteriores siempre es 11.
Es importante mencionar que no siempre se puede hacer una combinación con las cartas que hay en la mesa y la carta tirada se quedaría en la mesa junto a las otras.
- 2. Un rey solo puede recoger a otro Rey
- 3. Una Quina solo puede recoger a una Quina
- 4. El "Jack" (Jota) es la única carta que se puede llevar a todas las cartas que están en la mesa excepto Reyes y Quinas.
- 5. Cuando un jugador solo tiene una carta en la última mano (Cuando ya no hay más cartas que repartir) todas las cartas en la mesa son llevadas por el último jugador que fue capaz de recoger un Rey con Rey o Quina con Quina o bien una suma de 11.

Si al término de una mano antes de agotar la baraja, la última carta a ser tirada es un "Jack" (Jota) y la mesa está vacía o bien solo hay Reyes o Quinas el jugador está obligado a tirar su carta y se quedara ahí hasta que llegue el siguiente "Jack" (Jota) o bien llegue el final de la mano.

## Puntuación
Los jugadores mantienen las cartas recogidas (Ganadas) boca abajo en una pila en frente de ellos. El objetivo del juego es recolectar el mayor número de puntos, que son contados por los jugadores una vez que se termina la partida (Cuando ya no hay cartas para repartir). La puntuación es como sigue:
- Mayor número de cartas del palo de tréboles recogidas: 7 Puntos
- El 10 de Diamantes: 3 Puntos
- El 2 de Tréboles (aparte de contar en la cuenta de tréboles): 2 Puntos
- Cada As (Ace) recogido: 1 Punto
- Cada "Jack" (Joto) recogido: 1 Punto
- Cada ""SUR"" (Ver explicación): 5 Puntos

En total hay 20 puntos disponibles en cada ronda, mas la cantidad de "SUR"s (Ver explicación abajo) que se hayan obtenido. En caso de que se esté jugando entre 3 o 4 Jugadores y hay un empate entre dos o más jugadores en el número de tréboles recogidos nadie se lleva los 7 puntos y el total se baja a 13 puntos disponibles en lugar de 20.

## SUR
Un "SUR" sucede cuando un jugador recoge todas las cartas de la mesa (La mesa queda vacío), Pero hay dos excepciones:
- 1. Cuando el Jugador que recogió todas las cartas lo hace con un "Jack" (Joto) - Esto no sería considerado como un "SUR"
- 2. Si es la última jugada de la ronda - Esto no sería considerado como un "SUR"
- 3. Un "SUR" vale cero puntos para los jugadores que ya tiene acumulado de más de 50 puntos en varias partidas

Nota: Es imposible de hacer un "SUR" cuando en la mesa hay más de 8 cartas o bien hay algún Rey o Quina en combinación con cualquier otra carta en la meza.
Cuando un jugador hace un "SUR" deja una de las cartas recogidas en el "SUR" boca arriba a lado de su pila de cartas recogidas para llevar la cuenta de sus "SUR"s.

## Fin del Juego
Para finalizar el juego cada vez que todas las cartas son repartidas y los puntos contados, estas se revuelven de nuevo y se pasan al siguiente jugador (A la izquierda del último repartidor) para ser repartidas y una nueva ronda inicia. El juego se repite hasta que alguien llegue a sumar 62 puntos o más. Si hay un empate el juego continua hasta que se logre un desempate.